# Lurasidona
Lurasidona, vendida sob o nome comercial Latuda, entre outros, é um medicamento antipsicótico usado para tratar a esquizofrenia e o transtorno bipolar. No transtorno bipolar, pode ser usado como monoterapia ou como tratamento adjunto com um estabilizador de humor, como lítio ou valproato. É tomado por via oral.

## Usos médicos
A lurasidona é usada no tratamento da esquizofrenia e do transtorno bipolar. Outros usos incluem:
- Esquizofrenia em adultos e adolescentes (13 a 17 anos)[3]
- Episódio depressivo associado ao Transtorno Bipolar I (depressão bipolar) em adultos e pacientes pediátricos (10 a 17 anos) como monoterapia
- Episódio depressivo associado ao Transtorno Bipolar I (depressão bipolar) em adultos como terapia adjuvante com lítio, valproato ou outros estabilizadores de humor

Na União Europeia, a lurasidona é indicada para o tratamento da esquizofrenia em adultos com 18 anos ou mais. No Brasil, é indicada para o tratamento da esquizofrenia, como monoterapia para o Transtorno Bipolar I, e como terapia associada a estabilizadores de humor para Transtorno Bipolar I.
Uma metanálise de 2014 concluiu que a lurasidona é tão eficaz quanto outros antipsicóticos atípicos. Em outra metanálise, de 2013, que estudou 15 medicamentos antipsicóticos no tratamento da esquizofrenia, a lurasidona demonstrou eficácia moderada. É considerada tão eficaz quanto a iloperidona e 13 a 15% menos eficaz que a ziprasidona, clorpromazina e asenapina.
Em julho de 2013, a lurasidona recebeu aprovação para depressão bipolar I nos Estados Unidos. Poucos antipsicóticos atípicos disponíveis são conhecidos por possuir eficácia antidepressiva no transtorno bipolar como monoterapia (com algumas exceções, como a quetiapina, olanzapina e, possivelmente, asenapina). Embora a maioria dos antipsicóticos atípicos sejam conhecidos por possuir atividade antimaníaca significativa, isso ainda não foi claramente demonstrado para a lurasidona.

## Contraindicações
A lurasidona é contraindicada em indivíduos que tomam medicamentos que são fortes inibidores da enzima hepática CYP3A4 (cetoconazol, claritromicina, ritonavir, levodropropizina, etc.) ou indutores ( carbamazepina, erva de São João, fenitoína, rifampicina, entre outros). O uso de lurasidona em pessoas grávidas não foi estudado e não é recomendado; ainda que em estudos com animais, nenhum risco tenha sido encontrado. A excreção no leite humano é desconhecida e a lurasidona não é recomendada para pessoas que amamentam. Nos Estados Unidos, o uso não é indicado em crianças.

## Efeitos colaterais
Os efeitos colaterais são semelhantes aos de outros antipsicóticos. A droga tem um perfil de efeitos colaterais relativamente bem tolerado, com baixa propensão para alterações do intervalo QT, ganho de peso e efeitos adversos relacionados a lipídios. Em uma metanálise de 2013 sobre a eficácia e tolerabilidade de 15 medicamentos antipsicóticos, descobriu-se que produzia o segundo menor (depois do haloperidol ) ganho de peso, o menor prolongamento do intervalo QT, o quarto maior efeito colateral extrapiramidal (após haloperidol, zotepina e clorpromazina) e o sexto menor em efeitos sedativos (após paliperidona, sertindol, amisulprida, iloperidona e aripiprazol).
Tal como acontece com outros neurolépticos atípicos, a lurasidona deve ser usada com cautela em idosos, pois aumenta o risco de um acidente vascular cerebral ou ataque isquêmico transitório; no entanto, esses riscos provavelmente não serão maiores do que aqueles associados aos antipsicóticos de outras classes. Da mesma forma, a lurasidona não deve ser usada para tratar psicose relacionada à demência, pois as evidências mostram aumento da mortalidade associado ao uso de antipsicóticos.
O ganho de peso é relatado em até 16% dos pacientes.

### Descontinuação
O British National Formulary recomenda uma retirada gradual ao interromper os antipsicóticos para evitar a síndrome de abstinência aguda ou uma recaída rápida. Os sintomas de abstinência geralmente incluem náuseas, vômitos e perda de apetite. Outros sintomas podem incluir inquietação, aumento da transpiração e dificuldade para dormir. Sintomas menos comuns incluem uma sensação de mundo girando, dormência e/ou dores musculares. Os sintomas de descontinuação geralmente desaparecem após um curto período de tempo.
Há evidências provisórias de que a descontinuação dos antipsicóticos pode resultar em psicose. Também pode resultar na recorrência da condição que está sendo tratada. Raramente pode ocorrer discinesia tardia.

## Interações
As concentrações plasmáticas sanguíneas podem aumentar quando combinadas com inibidores do CYP3A4, o que pode aumentar os efeitos colaterais. Isso foi clinicamente verificado com o cetoconazol, que aumenta a exposição à lurasidona, e também é esperado que aconteça o mesmo com outros inibidores do 3A4. A co-administração de indutores do CYP3A4 como rifampicina ou erva de São João pode reduzir os níveis plasmáticos de lurasidona e seu metabólito ativo e, consequentemente, diminuir os efeitos do medicamento. Para rifampicina, a redução foi de seis vezes em um estudo.

## Farmacologia

### Farmacodinâmica
A lurasidona atua como um antagonista dos receptores de dopamina D2 e D3, dos receptores de serotonina 5-HT2A e 5-HT7 e do receptor α2C-adrenérgico, e como um agonista parcial do receptor de serotonina 5-HT1A . Ele tem afinidade baixa e provavelmente sem importância clínica para o receptor 5-HT2C, o que pode explicar sua baixa propensão para estimulação do apetite e ganho de peso. A droga também tem afinidade desprezível para o receptor H1 da histamina e os receptores muscarínicos da acetilcolina e, portanto, não tem efeitos anti-histamínicos ou anticolinérgicos.

### Farmacocinética
A lurasidona é administrada por via oral e tem uma taxa de absorção estimada de 9 a 19%. Estudos demonstraram que, quando a lurasidona é administrada com alimentos, a absorção aumenta cerca de duas vezes. As concentrações plasmáticas máximas são atingidas entre uma a três horas. Cerca de 99% da substância circulante liga-se às proteínas plasmáticas.
A lurasidona é metabolizada principalmente no fígado por meio da enzima CYP3A4, mas conta com afinidade desprezível para outras enzimas do citocromo P450. É transportado pela glicoproteína P e ABCG2 e também inibe essas proteínas carregadoras in vitro. Também inibe a proteína transportadora de soluto SLC22A1, mas não inibe nenhum outro transportador relevante.
As principais vias do metabolismo são a N-desalquilação oxidativa entre os anéis da piperazina e do ciclohexano, a hidroxilação do anel norbornano e a S-oxidação. Outras vias são a hidroxilação do anel de ciclohexano e a clivagem redutiva do anel de isotiazol seguida por S-metilação. Os dois metabólitos ativos relevantes são os produtos de hidroxilação de norbornano chamados ID-14283 e ID-14326, o primeiro atingindo concentrações plasmáticas de sangue farmacologicamente relevantes. Os dois principais metabólitos inativos são produtos da N-desalquilação (o ácido carboxílico ID-20219 e a piperazina ID-11614) e um derivado hidroxilado de norbornano de ID-20219 (ID-20220). Da lurasidona e seus metabólitos que circulam no sangue, o fármaco original representa 11%, o principal metabólito ativo 4% e os ácidos carboxílicos inativos 24% e 11%, respectivamente.
Sua meia-vida biológica varia entre 20 a 40 horas.

## História
A lurasidona foi sintetizada em 2003.
A lurasidona é um análogo estrutural da ziprasidona. A lurasidona mostra um perfil farmacológico muito próximo e foi sintetizada de forma semelhante à ziprasidona.
A lurasidona é quimicamente semelhante à perospirona (também um análogo químico da ziprasidona), bem como à risperidona, paliperidona e iloperidona.
Ele tem a aprovação da Food and Drug Administration (FDA) para o tratamento da esquizofrenia desde 2010 e para o tratamento de episódios depressivos em adultos com transtorno bipolar I desde 2013.